# Петерсен, Клаус-Дитер
Клаус-Дитер Петерсен (нем. Klaus-Dieter Petersen; род. 6 ноября 1968, Ганновер) — немецкий гандболист, игравший на позиции линейного. Выступал за немецкие клубы Минден, Гуммерсбах, ГК Киль, ГК Вильхельмсхафен. Петерсен выступал за сборную Германии

## Карьера

### Клубная
Клаус-Дитер Петерсен воспитанник клуба Андертен. Петерсен начинал профессиональную карьеру в немецком клубе Минден. В 1988 году Клаус-Дитер Петерсен перешёл в Гуммерсбах. В составе Гуммерсбаха Петерсен стал чемпионом Германии в 1991 году. В 1993 году Клаус-Дитер Петерсен перешёл в ГК Киль. В составе ГК Киль, Клаус-Дитер Петерсен выиграл 8 раз чемпионат Германии, 3 раза выиграл кубок ЕГФ. Петерсен, сыграл за ГК Киль во всех турнирах, 508 матчей и забросил 779 голов. В 2008 году Клаус-Дитер Петерсен выступал за немецкий клуб ГК Вильхельмсхафен.

### В сборной
Клаус-Дитер Петерсен выступал за сборную Германии с 1989 года по 2004 год. Петерсен выступая за сборную Германии сыграл 340 матч и забросил 253 голов.

## Тренерская карьера
Клаус-Дитер Петерсен начинал тренерскую карьеру в 2003 году как помощник тренера в клубе ГК Киль. В 2005 году Петерсен начал тренировать юношескую мужскую сборную Германии. В январе 2008 году Петерсен стал тренировать клуб ГК Вильхельмсхафен. В 2010 году Клаус-Дитер Петерсен начал тренировать Айнтрахт Хильдешайм. В 2012 году Петерсен стал тренировать юношеский клуб ГК Киль. Также Клаус-Дитер Петерсен тренировал клуб Альтенхольц.

## Титулы
Как игрок

- Чемпион Германии: 1991, 1994, 1995, 1996, 1998, 1999, 2000, 2002, 2005
- Кубок Германии: 1998, 1999, 2000
- Суперкубок Германии: 1995, 1998
- Кубок ЕГФ: 1998, 2002, 2004
- Чемпион Европы: 2004
- Серебряный призёр летних олимпийский игр: 2004

Как тренер

- Чемпион Германии: 2005, 2006
- кубок ЕГФ: 2004
- Суперкубок Германии: 2005

## Статистика
| Сезон     | Клуб       | Лига       | Матчи | Голы   | Голы   | Голы  |
| Сезон     | Клуб       | Лига       | Матчи | С игры | 7-метр | Всего |
| --------- | ---------- | ---------- | ----- | ------ | ------ | ----- |
| 1991/92   | Гуммерсбах | Бундеслига | 24    | 34     | 0      | 34    |
| 1992/93   | Гуммерсбах | Бундеслига | 33    | 55     | 0      | 55    |
| 1993/94   | ГК Киль    | Бундеслига | 34    | 67     | 1      | 66    |
| 1994/95   | ГК Киль    | Бундеслига | 29    | 76     | 0      | 76    |
| 1995/96   | ГК Киль    | Бундеслига | 30    | 78     | 0      | 78    |
| 1996/97   | ГК Киль    | Бундеслига | 25    | 68     | 0      | 68    |
| 1997/98   | ГК Киль    | Бундеслига | 28    | 39     | 0      | 39    |
| 1998/99   | ГК Киль    | Бундеслига | 29    | 60     | 0      | 60    |
| 1999/2000 | ГК Киль    | Бундеслига | 34    | 48     | 0      | 48    |
| 2000/2001 | ГК Киль    | Бундеслига | 24    | 19     | 0      | 19    |
| 2001/02   | ГК Киль    | Бундеслига | 34    | 24     | 0      | 24    |
| 2002/03   | ГК Киль    | Бундеслига | 34    | 42     | 0      | 42    |
| 2003/04   | ГК Киль    | Бундеслига | 31    | 1      | 0      | 1     |
| 2004/05   | ГК Киль    | Бундеслига | 26    | 0      | 0      | 0     |